# Shattered (película)
Shattered es una película de suspenso estadounidense de 2022 dirigida por Luis Prieto y protagonizada por Cameron Monaghan, Frank Grillo, Lilly Krug y John Malkovich.

## Sinopsis
El divorciado Chris Decker es un rico hombre de negocios que vive en una casa de alta tecnología diseñada por él mismo en Montana, protegida física y emocionalmente del mundo exterior. Su vida cambia cuando conoce a Sky, una hermosa y misteriosa joven que lo saca de su caparazón.

## Reparto
- Cameron Monaghan como Chris Decker[4]
- Frank Grillo como Sebastian[4]
- Lilly Krug como Sky[5]
- John Malkovich como Ronald[4]
- Sasha Luss como Jamie[4]
- Ash Santos como Lisa[4]
- Ridley Bateman como Willow[4]

## Producción
El rodaje se completó en Montana en junio de 2021.

## Estreno
La película se estrenó en cines selectos y video bajo demanda el 14 de enero de 2022 y en DVD y Blu-ray el 22 de febrero de 2022.

## Recepción
En el sitio web agregador de reseñas Rotten Tomatoes, el 19% de las 37 reseñas de los críticos son positivas, con una calificación promedio de 3.9/10. Metacritic, que utiliza un promedio ponderado, asignó a la película una puntuación de 27 sobre 100, basada en 6 críticos, lo que indica críticas "generalmente desfavorables".
Angela Dawson de Forbes le dio a la película una crítica positiva, llamándola un "thriller latente que recuerda a los clásicos thrillers de femme fatale … pero infundido con una sensibilidad moderna".  Michael Nordine de Variety le dio a la película una crítica negativa y escribió: "Lo que sigue tiene matices de todo, desde Misery hasta Audition, aunque con poco de la bravura obscena de ambas películas".  Matt Zoller Seitz de RogerEbert.com le otorgó a la película una estrella y media, llamándola "una máquina que promete cumplir ciertas funciones. Desafortunadamente, falta la artesanía". 